# Belle-Île-en-Mer 1977-1988
Pour les articles homonymes, voir Belle-Île.
 (mai 2017).
Si vous disposez d'ouvrages ou d'articles de référence ou si vous connaissez des sites web de qualité traitant du thème abordé ici, merci de compléter l'article en donnant les références utiles à sa vérifiabilité et en les liant à la section « Notes et références ».
Albums de Laurent Voulzy
Bopper en larmes
(1983) Caché derrière
(1992)
Belle-Île-en-Mer 1977-1988 est un album-compilation de singles du chanteur et compositeur français Laurent Voulzy, sorti en 1989. Il résume sa carrière depuis Rockollection en 1977 à Le soleil donne en 1988.
Durant cette période, Laurent Voulzy n'a sorti que deux albums : Le Coeur Grenadine en 1979 et Bopper en larmes en 1983. Toutefois, il a régulièrement publié de nombreux 45 tours autonomes de façon régulière (un par an en moyenne). Mais ces derniers ne sont plus disponibles à la vente et ne sont plus réédités, ce qui fait qu'ils sont devenus collector, d'autant que les chansons n'apparaissent pas sur les deux albums (à l'exception de Ricken, face B du 45 tours Idéal simplifié qui sera publié deux ans plus tard sur l'album Bopper en larmes). En 1989, le label du chanteur RCA Records décide de publier une compilation reprenant les meilleures chansons des deux albums et les faces A des 45 tours disponibles pour la première fois sur album à l'exception de Paris Strasbourg non classé à sa sortie, et quelques faces B (Ricken, Belle-Île-en-Mer, Marie-Galante et la deuxième partie de la chanson Le soleil donne). A noter la chanson Le soleil donne présente ici est issue de la fusion des deux parties formant le 45 tours éponyme paru en 1988.
Ce disque est par la suite devenu essentiel dans la discographie de Laurent Voulzy en raison de la présence de nombreuses chansons non disponibles sur album studio.

## Liste des titres
Toutes les paroles sont écrites par Alain Souchon, toute la musique est composée par Laurent Voulzy.
| 1.    | Rockollection (Part 1)                               | Rockollection (1977)                                              | 4:12 |
| 2.    | Bubble star (Part 1)                                 | Bubble star (1978)                                                | 3:48 |
| 3.    | Karin Rédinger                                       | Le Cœur grenadine (1979)                                          | 2:34 |
| 4.    | Cocktail chez mademoiselle                           | Le Cœur grenadine (1979)                                          | 6:36 |
| 5.    | Grimaud                                              | Le Cœur grenadine (1979)                                          | 3:23 |
| 6.    | Le Cœur grenadine                                    | Le Cœur grenadine (1979)                                          | 5:53 |
| 7.    | Surfing jack                                         | Surfing jack (1980)                                               | 4:29 |
| 8.    | Idéal simplifié                                      | Idéal simplifié (1981)                                            | 4:33 |
| 9.    | Ricken                                               | Idéal simplifié (1981)                                            | 4:56 |
| 10.   | Liebe                                                | Bopper en larmes (1983)                                           | 4:05 |
| 11.   | Bopper en larmes                                     | Bopper en larmes (1983)                                           | 4:39 |
| 12.   | Mayenne                                              | Bopper en larmes (1983)                                           | 2:42 |
| 13.   | Désir, désir (Part 1) (en duo avec Véronique Jannot) | Désir, Désir (1984)                                               | 4:59 |
| 14.   | Les Nuits sans Kim Wilde                             | Les Nuits sans Kim Wilde / Belle-Île-en-Mer, Marie-Galante (1985) | 5:16 |
| 15.   | Belle-Île-en-Mer, Marie-Galante                      | Les Nuits sans Kim Wilde / Belle-Île-en-Mer, Marie-Galante (1985) | 3:34 |
| 16.   | My Song of You                                       | My song of you (1987)                                             | 5:12 |
| 17.   | Le soleil donne                                      | Le soleil donne (1988)                                            | 7:00 |
| 77:51 |                                                      |                                                                   |      |